# Tsuyoshi Miyaichi
Tsuyoshi Miyaichi (japanisch 宮市 剛 Miyaichi Tsuyoshi; * 1. Juni 1995 in Okazaki) ist ein japanischer Fußballspieler.

## Karriere
Miyaichi erlernte das Fußballspielen in den Jugendmannschaften vom Sylphid FC und Nagoya Grampus sowie in der Schulmannschaft der Chukyo University Chukyo High School. Seinen ersten Vertrag unterschrieb er 2014 bei Shonan Bellmare. Der Verein aus Hiratsuka spielte in der zweiten japanischen Liga, der J2 League. Ende 2014 feierte er mit Shonan die Meisterschaft und den Aufstieg in die erste Liga. 2015 wurde er an den Zweitligisten Mito HollyHock nach Mito ausgeliehen. Für Mito absolvierte er 14 Ligaspiele. Der Drittligist Gainare Tottori lieh ihn die Saison 2016 aus. Für den Verein absolvierte er 17 Ligaspiele. 2017 kehrte er zu Shonan Bellmare zurück. Im Juli 2017 wurde er an den MIO Biwako Shiga ausgeliehen. 2018 wurde er an den Drittligisten Grulla Morioka (heute: Iwate Grulla Morioka) ausgeliehen. Nach der Ausleihe wurde er von Morioka fest unter Vertrag genommen. Ende der Saison 2021 feierte er mit Iwate die Vizemeisterschaft und den Aufstieg in die zweite Liga. Am Ende der Saison 2022 belegte er mit Iwate Grulla Morioka den letzten Tabellenplatz und musste in die dritte Liga absteigen.

## Erfolge
Shonan Bellmare
- Japanischer Zweitligameister: 2014

Iwate Grulla Morioka
- Japanischer Drittligavizemeister: 2021  ▲